# Смешенье
«Смешенье» (англ. The Confusion) — исторический роман с элементами фантастики Нила Стивенсона, опубликованный в 2004 году. Является вторым томом «Барочного цикла». Книга разбита на две части: «Бонанца» и «Альянс». В 2005 году роман «Смешенье» вместе с третьим томом «Барочного цикла» «Система мира» получил премию «Локус».

## Отзывы
Как и первая книга «Барочного цикла» «Ртуть», роман «Смешенье» был положительно принят критиками, которые были впечатлены его качеством и сложностью. Критики также отметили, что он более ориентирован на действие. Так Эндрю Леонард из Salon.com сказал, что действия в «Смешенье» происходят намного быстрее, чем в «Ртути» и автор не погрязает в большом количестве деталей. Стивенсон продолжил развивать свои идеи и сюжетные ходы. С другой стороны, Дэвид Ларсен из New Zealand Herald отметил: «Название романа достойно похвалы». Он также отметил несколько сложный сюжет книги.